# شوذر
بلدية شَوذر أو خودار (بالإسبانية: Jódar) هي بلدية تقع في مقاطعة جيان التابعة لمنطقة أندليسة جنوب إسبانيا.

## الديموغرافيا
بلغ عدد سكان بلدية شوذر 12.120 نسمة عام 2011 (وفقاً للمعهد الوطني للإحصاء الإسباني).
| 12.060 | 12.051 | 11.991 | 12.153 | 12.168 | 12.157 | 12.120 |

## أعلام
- بيدرو مارتينث مونتابيث